# پردراگ یوریچ
پردراگ یوریچ (انگلیسی: Predrag Jurić؛ زادهٔ ۴ نوامبر ۱۹۶۱) بازیکن فوتبال اهل یوگسلاوی بود.
از باشگاه‌هایی که در آن بازی کرده‌است می‌توان به باشگاه فوتبال خرواتسکی دراگوولیاتس و باشگاه فوتبال دینامو زاگرب اشاره کرد.
وی همچنین در تیم ملی فوتبال یوگسلاوی بازی کرده‌است.